# Joe R. Lansdale
Richard Lansdale (28 de octubre de 1951) es un escritor y experto en artes marciales estadounidense. Ha escrito novelas e historias de diversos géneros, incluyendo ficción, horror, misterio y suspenso. También ha escrito historias para cómics. Ha sido autor de 45 novelas y ha publicado 30 colecciones de relatos cortos. Algunas de sus novelas han sido llevadas al cine. Ha ganado varios premios por su labor en las letras, de los que destaca el Premio Bram Stoker.

### Guiones originales (TV)
- Batman: The Animated Series:
  - "Batman: The Animated Series: Perchance to Dream"
  - "Batman: The Animated Series: Read My Lips"
  - "Batman: The Animated Series: Showdown"
- Superman The Animated Series:
  - "Identity Crisis"
- Creepers

## Adaptaciones al cine
- Incident on and Off a Mountain Road
- Bubba Ho-Tep
- Christmas with the Dead
- Cold in July
- The tall grass by the Netflix series Love Death and Robots.